# Jacob
Jacob (en hebreo: יַעֲקֹב‎ Yaqōbⓘ, en griego, Iακώβ; en latín, Iacobus o Iacob) es un personaje bíblico descrito en el Libro del Génesis.
Según la tradición, Jacob habría nacido con toda probabilidad en Beer Lahai-Roi, unos veinte años después del matrimonio entre Isaac y Rebeca, cuando para ese tiempo su padre tenía sesenta años de edad, y su abuelo Abraham, ciento sesenta años. Al igual que su padre, Jacob era de disposición tranquila, porque, según el relato, él era un ish tam, un hombre sencillo y puro. También dice que yacía «en la tienda», lo cual podría ser una señal de que era además estudioso.
Era el segundo nacido de los hijos mellizos de Isaac y Rebeca. Durante el embarazo, los niños luchaban dentro de ella. Cuando Rebeca le consultó a Yahveh  el porqué de la lucha, recibió el mensaje de parte de Él, que dos naciones, muy distintas entre ellas, estaban formándose en su vientre, y que el mayor serviría al menor. Rebeca siempre recordó estas palabras, de hecho, ella siempre favoreció a Jacob, entretanto, su padre, Isaac, siempre favoreció a Esaú, el otro hijo mellizo, quien era un activo hombre de campo y un gran cazador. Yahveh continuamente declaró su amor por Jacob: «... yo amé a Jacob, y aborrecí a Esaú...».
Relata el Antiguo Testamento que Jacob compró la primogenitura de su hermano Esaú "por un plato de lentejas". A su esposa, Raquel, la obtuvo de su tío Labán a cambio de catorce años de trabajo: después de los siete primeros años de trabajo, Labán lo engañó, entregándole a su hija Lea. Una semana después le entregó a su hija Raquel a cambio de otros siete años.
Yahveh  renombró a Jacob como Israel tiempo después de que este protagonizara una lucha contra un ángel, y en su momento llegaría a ser el padre de los israelitas.

## Antroponimia
El nombre es de origen semítico occidental, atestiguado en inscripciones cuneiformes (acadias) del segundo milenio a. C. como Ya-ah-qu-ub-el o bien Ya-qu-ub-el. Con la forma Yaqub-Har, que puede ser leída también como Yaqub El o incluso Yaqubaal, es mencionado en textos jeroglíficos egipcios como el nombre de un monarca hicso (Meruserra Yakub Har) y en una lista de Tutmosis III (siglo XV a. C.) en la cual puede tratarse de un topónimo de Canaán.
La forma compuesta sugiere, según la hipótesis más aceptada, que el nombre significa « Proteja (el dios) 'El» (o «Baal»).
Según la etimología popular que se encuentra en Génesis 25:26, el nombre "Yaʿaqōv" deriva de ʿaqev עָקֵב "talón", ya que Jacob nació agarrando el talón de su hermano gemelo Esaú. De igual manera se cita el Génesis (27:36) que dice; Y Esaú respondió: «Bien llamaron su nombre Jacob, pues ya me ha suplantado (יעקבני Yaqbany) dos veces» este lo relaciona con el verbo Aqab (עקב) que significa "engañar/suplantar".
La Septuaginta traduce el nombre Ιακωβος, en la Vulgata Jacobus, que llegó al español en Jacobo ó Jacob

## Biografía

### Bendición del primogénito

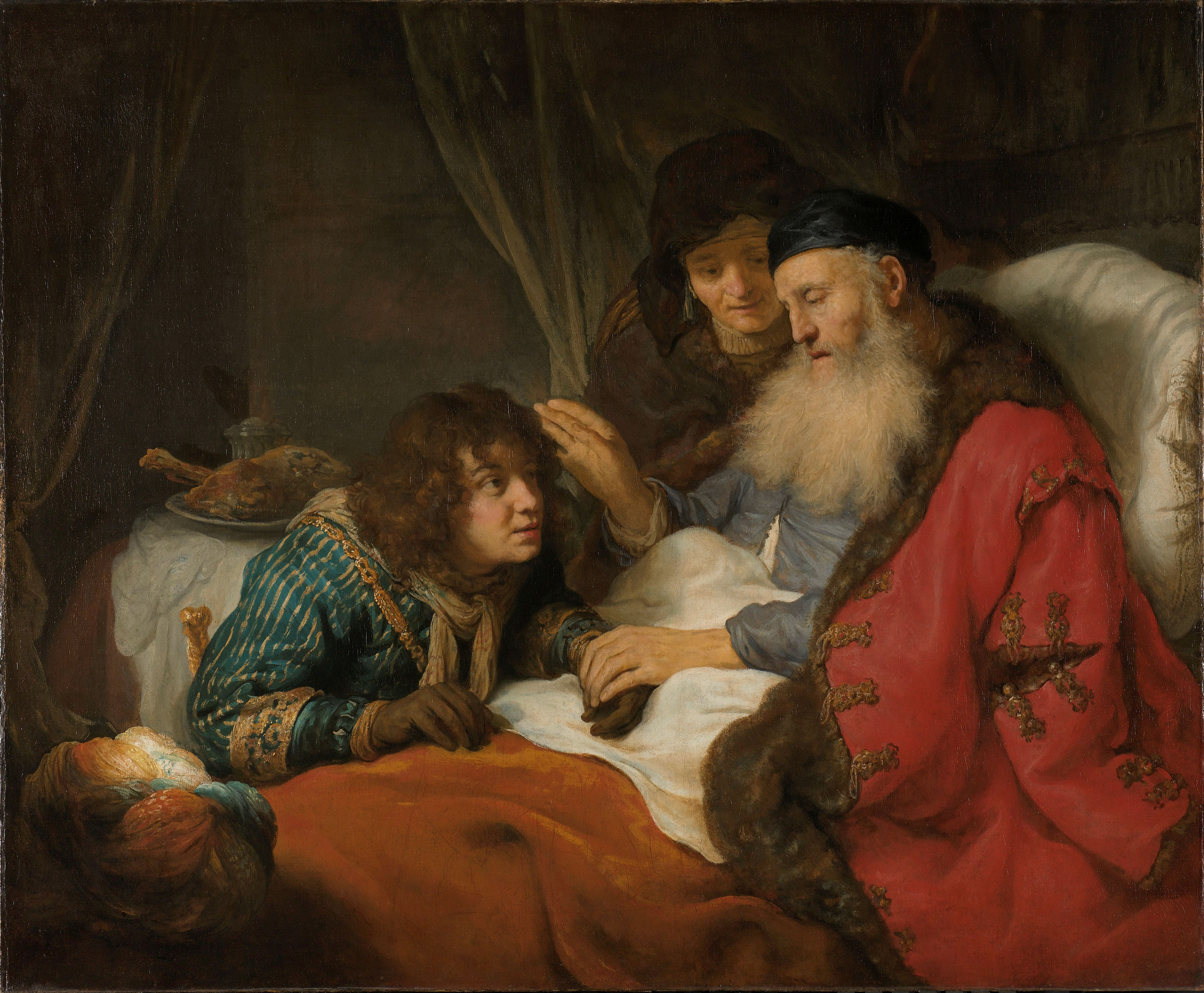
Isaac bendice a Jacob (1638), obra de Govert Flinck (Rijksmuseum).

La Biblia relata que desde el vientre de su madre Jacob luchaba con su hermano Esaú, de hecho, el texto bíblico cuenta que a su madre Rebeca le fue profetizado que en su vientre luchaban Dos naciones. Cuando los muchachos estaban creciendo, se enuncia que ambos jóvenes gozaron de la preferencia de alguno de sus padres, Jacob contó con el favoritismo de su madre y por su parte Esaú con el de su padre-. Esaú se convirtió en cazador, un día vino agotado y hambriento y le pidió a su hermano Jacob el plato de lentejas que estaba comiendo. Jacob le pidió que le vendiera la primogenitura, como hijo mayor, a cambio del alimento. Esaú, viendo que este derecho le era inservible en caso de morir, accedió, y así, en palabras bíblicas, «despreció su primogenitura».
Este derecho no solo incluía el tradicional rito de los primogénitos, el cual garantizaba un rango superior en la familia, sino también una doble porción de la herencia paterna.
Cuando Isaac envejeció, perdió la vista hasta el punto de quedar casi ciego; envió a Esaú a los campos pidiéndole que cazara algo para una última comida antes de recibir su bendición. Rebeca escuchó y dio a Jacob dos cabritos para degollar, cocinarlos y traérselos a su padre, para que recibiera él la bendición en lugar de su hermano. Jacob objetó que su padre, aunque estaba casi ciego, podría notar la sustitución solo con tocarlo, ya que Esaú era bastante velludo y él era lampiño. Rebeca le dijo que no se preocupara, y le colocó a modo de fundas las pieles de los cabritos sobre cuello y manos.
Jacob, así vestido, fue a la presencia de su padre afirmando ser su hermano. Entonces Isaac, sospechando de su voz, pidió que se acercara para palparlo. Una vez que se aseguró de que era Esaú, le dio la bendición. Tan pronto como Jacob recibió dicha bendición, se marchó. Luego llegó Esaú, montando en cólera por lo que había ocurrido. Isaac, quien ya se había dado cuenta de su error, le dijo que lo único que podía darle era una bendición menor. Esaú, en cambio, juró que iba a matar a su hermano, una vez que su padre muriese.

### Labán y Raquel

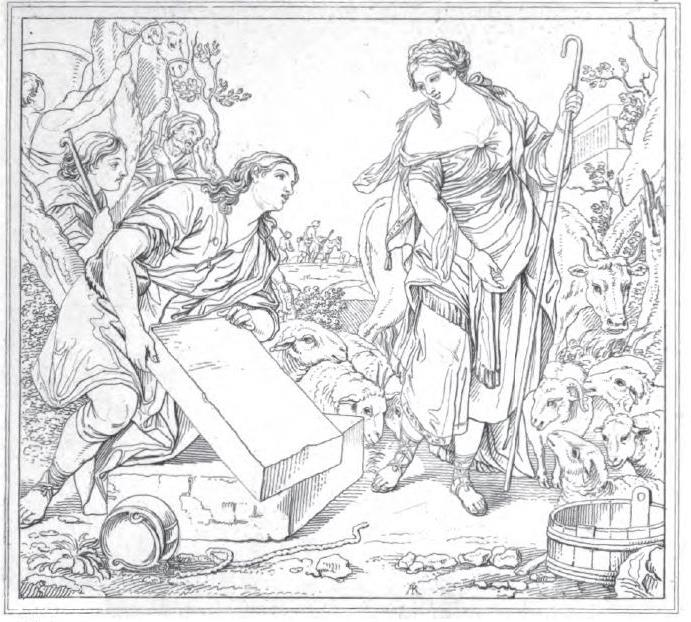
Jacob y Raquel junto a una fuente (grabado del siglo XIX).

Rebeca, dándose cuenta de antemano de las intenciones asesinas de Esaú, llamó a Jacob y le aconsejó huir, enviándolo donde su tío, Labán, hasta que la furia de Esaú disminuyera. También le aconsejó que buscara una esposa mientras viviera allí.
Cuando Jacob huyó, Esaú envió a su hijo Elifaz para que le matara y le despojara de todas sus pertenencias. Elifaz, célebre arquero, se hizo acompañar de diez de sus tíos maternos en la persecución y alcanzó a Jacob en Siquem. Jacob le suplicó: «Toma todo lo que tengo, pero perdóname la vida y Dios considerará tu pillaje una acción justa». En consecuencia, Elifaz le dejó completamente desnudo y se llevó el botín a su casa; pero esa muestra de compasión enfureció a Esaú. (Jubileos 25, 1ss.; Gen.Rab.767; Mid. Hagadol Gen.437; Sepher Hayashar 96-98)
Solo la simpatía que sentía por su hijo primogénito Esaú pudo haber decidido a Isaac a no dar a Jacob los regalos adecuados para la novia. Y para que esa actitud severa no pudiera interpretarse como una condena de la bendición robada, se nos habla del pillaje de Elifaz, que, de forma un tanto inverosímil, sirve a Jacob de excusa por haber llegado con las manos vacías.
En el camino a Harán, experimentó una extraña visión, en la que sostenía una escalera que llegaba hasta el cielo, una visión que es comúnmente referida en las Escrituras como «la escalera de Jacob». Desde la cima de la escalera, escuchó la voz de Dios, que repetía muchas bendiciones hacia Jacob. Continuando su camino, llegó a Harán. Paró allí, y encontró a la hija más joven de su tío Labán, su prima Raquel. Después de que Jacob hubiera vivido un mes con sus familiares, Labán le ofreció paga por la ayuda que le había dado. Jacob indicó que le serviría por siete años, pues no tenía dote o pertenencias para ofrecerle a cambio de la mano de Raquel en matrimonio, a lo cual Labán accedió.

Estos siete años le parecieron a Jacob «unos pocos días, por el amor que le tenía a ella». Pero una vez que se completó el tiempo establecido, Labán le dio a su hija mayor, Lea, en su lugar. Por la mañana, cuando Jacob descubrió el cambio, se quejó, a lo que Labán dijo que en su país era inaceptable dar en matrimonio a la hija menor antes que la hija mayor. Entonces ofreció a Jacob darle también a Raquel, aunque solo si permanecía con Lea. Él cumplió con la luna de miel y trabajó otros siete años. 

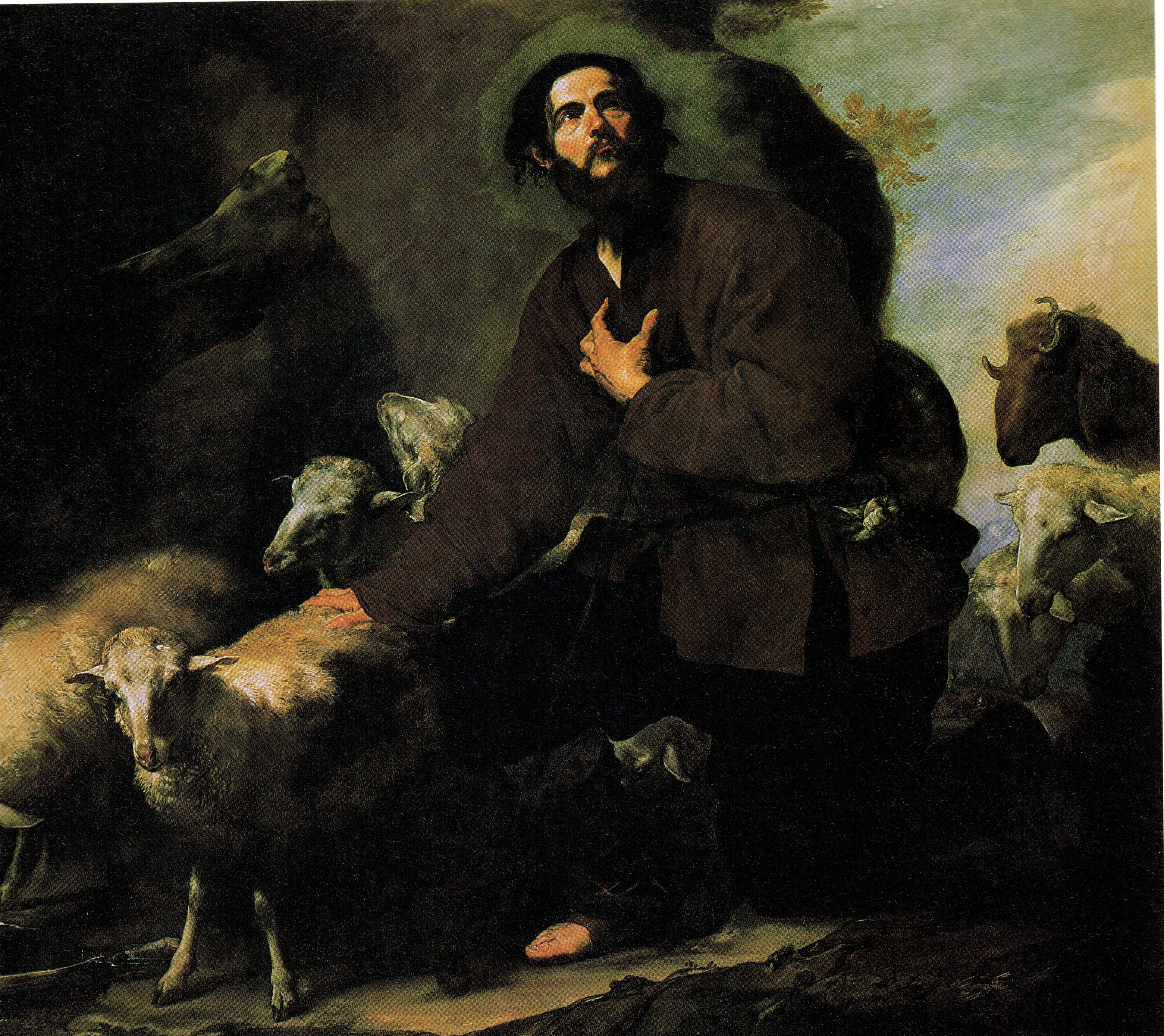
Jacob y el rebaño de Labán, de José de Ribera (Monasterio de El Escorial, Madrid).

Una vez que se casó con ambas, «Jacob amó a Raquel y despreció a Lea». Dios, viendo esto, hizo que Lea procreara muchos hijos. Ella dio a luz a Rubén, Simeón, Leví y a Judá antes de partir al desierto. Raquel, viendo que era incapaz de procrear un hijo, se puso celosa de su hermana y pidió a Jacob que tuviera hijos con su criada, Bilha, para que ella pudiera tener un hijo a través de ella. Jacob hizo así, y Bilha  dio a luz a Dan y Neftalí. Así, Lea entró en celos, y le pidió a Jacob que tuviera hijos también con su criada, Zilpa, quien dio luz a Gad y Aser. Entonces, Lea volvió a ser fértil y dio a luz a Isacar, Zabulón y Dina. Dios se acordó luego de Raquel y, al fin, le concedió dos hijos, José y Benjamín.
Para el tiempo en que nació José, Jacob deseaba volver a casa, pero Labán notó que Dios le había bendecido en gran manera mientras Jacob estuvo allí, por lo que le rogó que se quedara. Labán ofreció pagarle. Entonces Jacob mencionó, como posible pago, parte del hato de ganado de Labán, el cual había aumentado grandemente. Labán accedió, e inmediatamente le dio todas las reses que Jacob había solicitado.
Conforme el tiempo pasaba, los hijos de Labán se dieron cuenta de que Jacob tomaba la mejor parte de sus rebaños, además de que la actitud amistosa de Labán hacia Jacob había cambiado. Entonces, Dios le advirtió a Jacob que saliera del pueblo, y después de una rápida consulta a sus esposas, partió sin dar aviso a Labán. Antes de marcharse, Raquel robó los ídolos religiosos de la casa de su padre.
Labán, en gran ira, persiguió a Jacob durante siete días, pero la noche antes de que lograra alcanzarle, Dios le habló en sueños y le dijo: «Debes tener cuidado de no hablar mal a Jacob».
El día que se encontraron, en el monte Gilead, Labán acusó a Jacob de escabullirse con sus hijas, como si fueran cautivos, y le cuestionó por qué no le había avisado de su partida con anticipación. Le mencionó a Jacob que pudo herirlo, pero el mensaje de Dios la noche anterior le detuvo de hacer esto. Finalmente preguntó por qué los ídolos habían sido robados.
Jacob no sabía que Raquel había robado los ídolos domésticos. Por tanto, le dijo a Labán que quien quiera que los hubiera robado debía ser muerto, a lo cual le solicitó que le permitiera buscarlos. Labán lo hizo así, mas cuando buscó en la tienda de Raquel, ella los escondió sentándose sobre ellos. Una vez que terminó su búsqueda y vino sin nada, Jacob, molesto, le reprendió por haberlos perseguido e insistir en revisar sus cosas, recordándole todo el tiempo que habían perdido mientras revisaban las tiendas. Ambos hicieron la paz, Labán regresó a casa y Jacob siguió su camino.

### De regreso a la Tierra Prometida
«Y Jacob siguió su camino, y los Ángeles de Dios lo encontraron», debido a su fe en el Dios de Abraham. A causa de este encuentro, Jacob llamó al lugar Majanaim, del hebreo מחניים, ‘el doble campo’. Aquí había visto previamente a los ángeles, con los cuales había soñado verlos «subiendo y bajando en la escalera cuyo inicio alcanza los cielos».
Tan pronto se acercó a la Tierra Prometida, Jacob envió un mensaje a su hermano Esaú. Sus sirvientes volvieron con la noticia de que Esaú estaba aproximándose a Jacob con un ejército de 400 hombres. En tal trance, Jacob se preparó para lo peor. Sintió que ahora debía encomendarse...
«Dijo Jacob: “Dios de mi abuelo Abraham, y Dios de mi padre Isaac, Yahveh, líbrame ahora de la mano de mi hermano, de la mano de Esaú, porque le temo”».
«Dijo Dios a Jacob: Levántate y sube a Bet-el, y quédate allí; y haz allí un altar al Dios que te apareció cuando huías de tu hermano Esaú» (Gn 35:1).
«Entonces Jacob dijo a su familia y a todos los que con él estaban: Quitad los dioses ajenos que hay entre vosotros» (Gn 35:2).
«subamos a Bet-el; y haré allí un altar al Dios que me respondió en el día de mi angustia, y ha estado conmigo» (Gn 35:3).

### Renombrado dos veces
El Tanaj presenta dos relatos para el cambio de nombre. En el primero; Jacob pasó la noche en la orilla de un río, durante su viaje de regreso a Canaán, lucha con un ángel hasta el amanecer, este ángel (el texto lo llama "un varón" le pregunta por su nombre, lo cual responde Jacob, lo que el ángel replica, ya no te llamaras Jacob sino Israel porque has luchado con Elohim y con los hombres, y has prevalecido", luego el ángel le bendice y se marcha sin identificarse.
En la segunda se relata en Génesis 35. Elohim se le aparece a Jacob y le dice: «Levántate y vete a vivir a Betel, en ese lugar harás un altar al Elohim que se te apareció cuando huías de tu hermano. Jacob dijo a su familia y a todos los que lo acompañaban: Saquen todos los elohim extraños que hay entre ustedes. Ellos le entregaron a Jacob todos los elohim extraños que tenían y los aretes que llevaban , y Jacob los enterró. Al llegar a Betel, Jacob construyó un altar y llamó al lugar El-betel. Cuando Jacob regresaba de Padán-aram, Elohim se le aparece de nuevo y le dice; Tú te llamas Jacob, pero ya no te llamarás así, desde hoy tu nombre será Israel, yo soy El Shaddai , ten muchos hijos y descendientes. De ti saldrá una nación y muchos pueblos».

### Pérdida y reencuentro con José

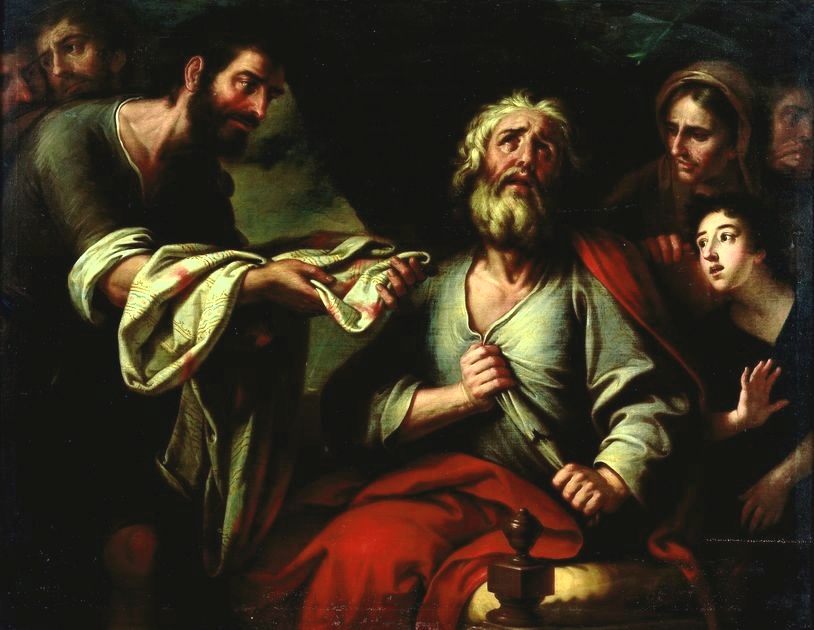
La túnica de José (1790), obra del pintor neoclásico José Vergara.

Isaac murió a la edad de ciento ochenta años, cuarenta y cuatro después de que bendijera a Jacob y lo enviara a Laban a buscar esposa. En este tiempo también, José, quien contaba con treinta años, había sido liberado de prisión en Egipto y había sido nombrado Gobernador de esas tierras, solo por debajo del Faraón.
Tiempo antes de esto, Jacob había sido profundamente «herido en su alma» con la desaparición de su hijo amado, José, quien había sido vendido a unos mercaderes por sus hermanos a causa de los celos que le guardaban. El resto del Génesis sigue la historia del hambre y de las idas sucesivas hacia Egipto para comprar grano, que llevó al descubrimiento del José perdido.
El patriarca fue a Egipto con toda su casa a pedido de su hijo José. Las escrituras dicen que Jacob llegó a residir en la tierra de Gosén, con su familia que sumaban «setenta almas».
Llegando al fin de su vida, convocó a sus hijos al lado de su lecho y los bendijo. Junto con sus últimas palabras repitió la historia de la muerte de Raquel, aunque habían pasado ya cincuenta y un años desde su deceso, «como si hubiera sucedido ayer». Entonces, «él hizo un último pedido a sus hijos, recogió sus pies en el lecho, y expiró su alma», a la edad de 147 años.

## Descendencia

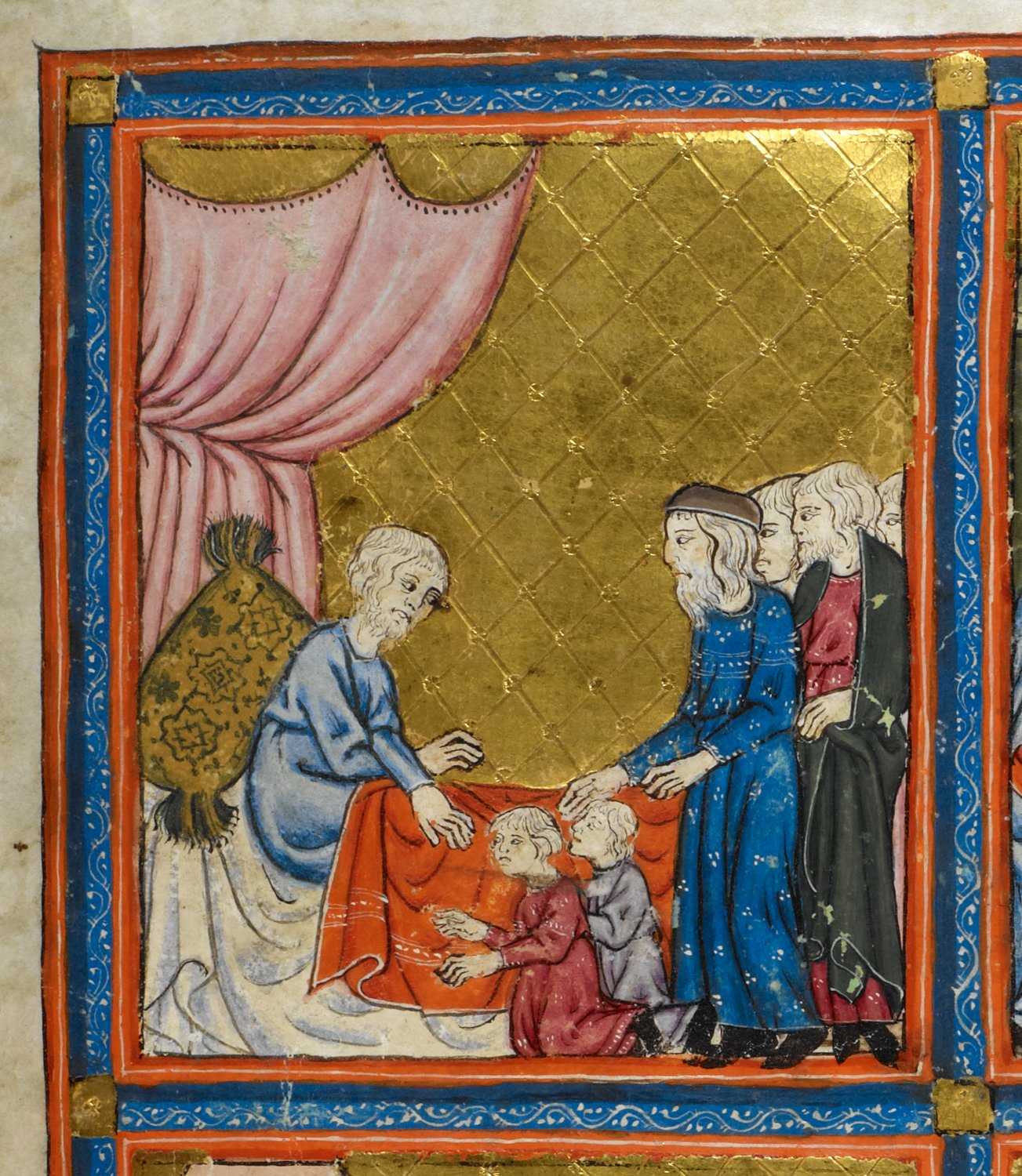
Jacob bendice a Efraím y Manasés. Arte sefardí. Hagadá de Oro, manuscrito hebreo miniado,.

Jacob tuvo trece hijos. De su primera esposa Lea tuvo a Rubén, Simeón, Leví, Judá, Isacar, Zabulón y  Dina.
De Bilha, sierva de Raquel, tuvo a Dan y Neftalí.
De Zilpa, sierva de Lea, tuvo a Gad y Aser.
Por último, de su esposa amada, Raquel, tuvo a José y Benjamín.
Estos comprendían las doce tribus de Israel. Sin embargo, con Leví y José el asunto fue más complicado. Los descendientes de Leví, llamados levitas, fueron sacerdotes, y por lo tanto, no tenían tierras («El Señor es el lote de mi heredad, me encanta mi parte»). Por otra parte, no existía una "tribu de José", sino que las dos últimas tribus, hasta completar el total de doce, correspondían a los dos hijos de José, Efraím y Manasés.

## Otros personajes bíblicos con el nombre Jacob
- Jacobo
- Santiago el Mayor (Yaakov bar-Zebdi: Jacobo hijo de Zebedeo).[28]
- Santiago el Menor (Jacobo hijo de Alfeo).